# Damasonium
Damasonium, rod vodenog višegodišnjeg zeljastog bilja iz porodice žabočunovki koje rastu po plitkim vodama i močvarama na svim kontinentima. Od šest priznatih vrsta u Hrvatskoj raste samo jedna, D. polyspermum.
Dvije njezine vrste D. alisma i D. polyspermum vode se danas kao osjetljive i D. bourgaei je pod statusom zaštite smanjenog rizika.
Vrsta Damasonium polyspermum u Hrvatskoj je prvi puta zabilježena 1994. godine u Jezerima na otoku Murteru, u rujnu 2011. na lokvi Bunari, kod Nacionalnog parka Krka.

## Vrste
1. Damasonium alisma Mill.
2. Damasonium bourgaei Coss.
3. Damasonium californicum Torr. in G.Bentham
4. Damasonium minus (R.Br.) Buchenau
5. Damasonium polyspermum Coss., višesjemeni žabočun[4]

## Galerija
- Damasonium californicum
- Damasonium minus
- Damasonium alisma